# Santa Susanna
|  | Aquest article tracta sobre el municipi de Santa Susanna. Vegeu-ne altres significats a «Santa Susanna (desambiguació)». |

Santa Susanna és un municipi de la comarca del Maresme a la costa mediterrània, entre Malgrat de Mar i Pineda de Mar. L'any 2012 tenia 3.338 habitants. Travessat per la carretera N-II. Al nord, també limita amb els termes de Tordera i de Palafolls.

## Geografia
- Llista de topònims de Santa Susanna: muntanyes, serres, collades, indrets, rius, fonts, cases, masies, esglésies, etc.

| Tordera       |  | Palafolls      |
|               |  | Malgrat de Mar |
| Pineda de Mar |  | mar            |

## Barris i entitats de població
| Entitat de població                  | Habitants (2023) |
| Can Torrent-Alta Maresma i Can Gelat | 1.193            |
| la Vall-Can Ratés                    | 1.060            |
| Santa Susanna                        | 723              |
| Zona Hotelera                        | 372              |
| la Muntanya                          | 345              |
| el Pla                               | 107              |
| Riera, la                            | 87               |
| Font: Idescat                        |                  |

## Història
Es tenen dades de la vila des de l'any 1024. El poble va nàixer, pel que sabem, a les terres de la vall situada entre el turó de Gràcia i el turó de la Guàrdia, quan els pagesos de la zona van decidir poblar-les. Sembla que els antics habitants, pagesos, es van establir primerament a la zona superior de la riera, la part alta de Santa Susanna, per protegir-se dels perills del mar. Tanmateix, a poc a poc es van anar poblant les zones més properes a la costa. Va néixer Can Ratés, Can Jordà, Can Mestres, etc.
Durant la Guerra Civil, mentre la població era sota domini del bàndol republicà, va prendre la denominació de Montagut de Mar. Així es va decidir durant el ple del 17 de desembre de 1936. Els regidors van acordar per quatre vots a tres que la localitat prengués aquest nom i no l'alternativa Montagut del Maresme. Amb l'entrada a la vila de les tropes franquistes el 31 de gener de 1939, el nom de Santa Susanna va ser reinstaurat.

## Demografia
| 1497 f | 1515 f | 1553 f | 1717 | 1787 | 1857 | 1877 | 1887 | 1900 | 1910 |
| ------ | ------ | ------ | ---- | ---- | ---- | ---- | ---- | ---- | ---- |
| -      | -      | 28     | -    | 497  | 528  | 474  | 456  | 408  | 420  |

| 1920 | 1930 | 1940 | 1950 | 1960 | 1970 | 1981 | 1990 | 1992  | 1994  |
| ---- | ---- | ---- | ---- | ---- | ---- | ---- | ---- | ----- | ----- |
| 397  | 434  | 490  | 455  | 540  | 565  | 518  | 896  | 1.074 | 1.074 |

| 1996  | 1998  | 2000  | 2002  | 2004  | 2006  | 2008  | 2010  | 2012  | 2014  |
| ----- | ----- | ----- | ----- | ----- | ----- | ----- | ----- | ----- | ----- |
| 1.453 | 1.660 | 1.908 | 2.258 | 2.681 | 2.939 | 3.119 | 3.308 | 3.338 | 3.293 |

| 2016  | 2018  | 2020  | 2022  | 2024  | 2026 | 2028 | 2030 | 2032 | 2034 |
| ----- | ----- | ----- | ----- | ----- | ---- | ---- | ---- | ---- | ---- |
| 3.323 | 3.381 | 3.548 | 3.755 | 4.023 | -    | -    | -    | -    | -    |

## Política
| Partit polític | Partit polític  |  | Escons | Regidors electes                                                                               |
| -------------- | --------------- |  | ------ | ---------------------------------------------------------------------------------------------- |
|                | Ais - Junts     |  | 6      | Joan Campolier (alcalde), Joan Solà, Sílvia Vives, David Oviedo, Dolors Janer i Verónica Anido |
|                | UnitatxSS (ERC) |  | 3      | Jordi Cusachs, Meritxell Romero i Sergi Pozzi                                                  |
|                | PP              |  | 1      | MªInmaculada Casilla                                                                           |
|                | PSC             |  | 1      | Joaquín Garzón                                                                                 |

## Economia
Actualment, la vila té un sistema econòmic basat en el turisme i, en menor grau, l'agricultura. El desenvolupament d'una zona hotelera i turística propera a la vora del mar ha permès a la població del Maresme poder donar-se a conèixer a nivell internacional, i ha permès una gran millora en tot l'àmbit de la població. La bona gestió del sol ha permès una construcció endreçada. D'altra banda, hi trobem el sector agrícola, que ha perdut importància, tot i que és un sector de qualitat i innovació. Actualment s'hi construeixen més hotels i pàrquings per a autocars. Els dissabtes té lloc el mercat setmanal.

## Cultura
El Festival Shakespeare de Santa Susanna és un festival de teatre que es celebrava anualment, des de 2003 fins al 2011, a la Masia de Can Ratés. Tots els espectacles que es programen giren a l'entorn de la figura del dramaturg anglès, ja siguin representacions d'obres seves com adaptacions, versions o reescriptures.

## Patrimoni arquitectònic i artístic

### Torres de guaita

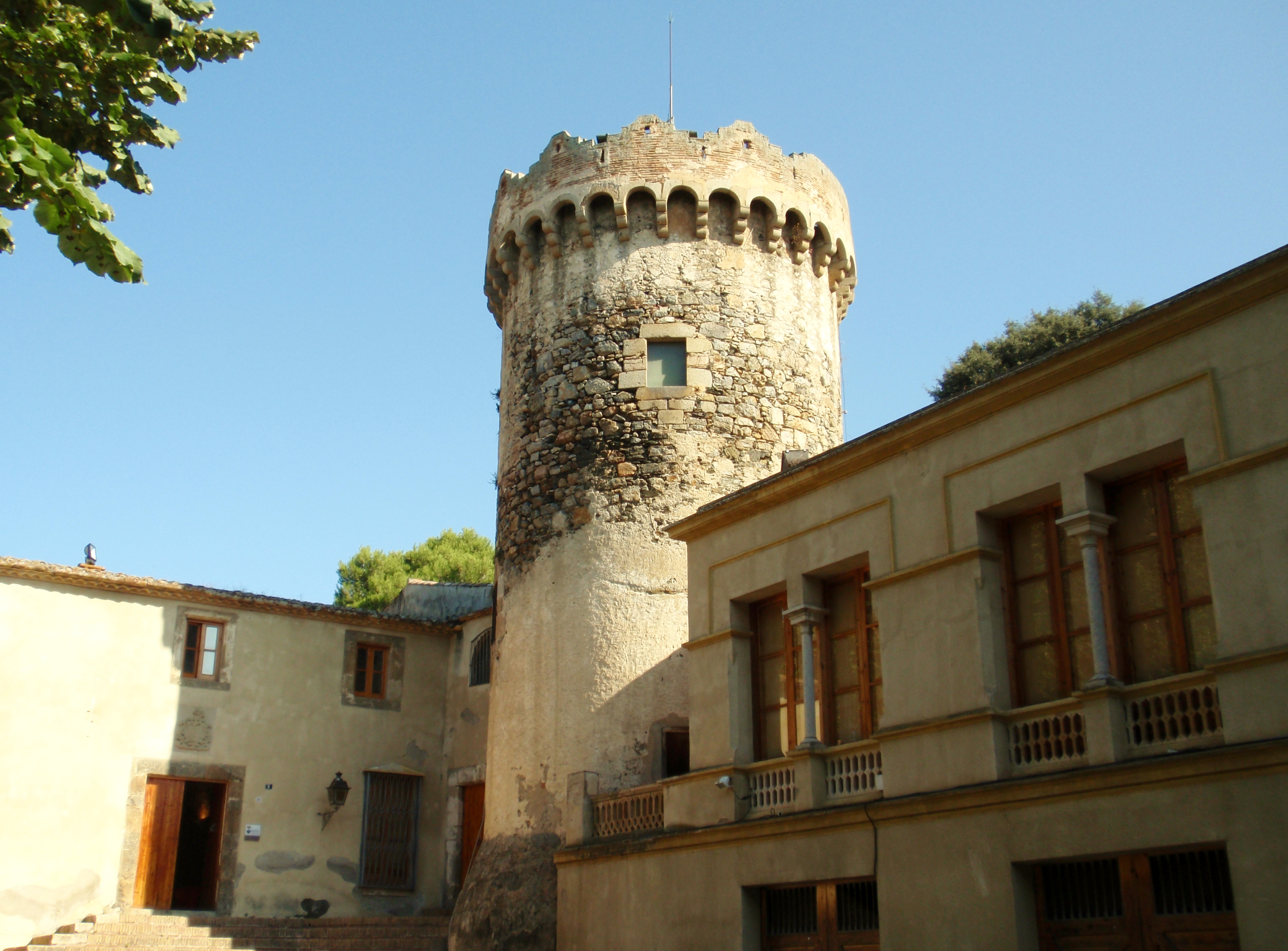
Can Ratés

Can Ratés. La torre de refugi de Can Ratés (l'antic mas Poch) és cilíndrica coronada amb una corsera amb merlets esglaonats. Està adossada a la masia, juntament en el vèrtex d'un angle creat per la galeria porticada, la zona que abans era la dels estables i les estances, al pis superior. Aquesta disposició permet deixar al centre un gran espai lliure on hi havia l'era. La topografia va permetre donar accés a l'estany en un nivell inferior a través de les escales d'aquest pati. Tot el conjunt amb l'estany que ara és una piscina i les habitacions i antics estables són equipaments municipals.
Mas Galter. La torre del Mas Galter és de planta cilíndrica i escapçada per la part alta. Està situada al carrer del Bou, al costat de la plaça Lola Anglada i del parc del Colomer.

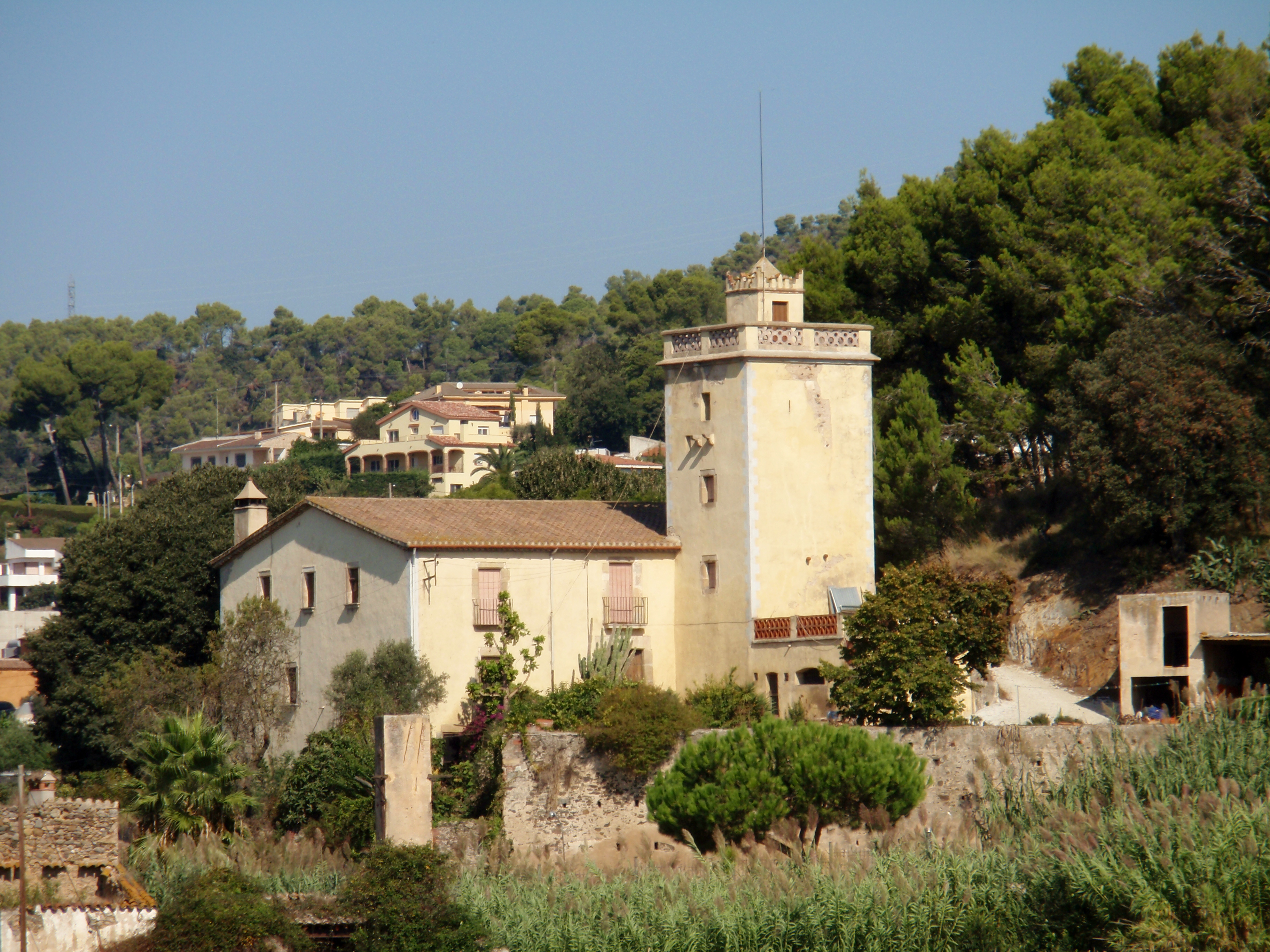
Masia de Can Bonet d'Avall

Can Bonet d'Avall. La torre de Can Bonet d'Avall, de planta quadrangular, segurament, fou construïda a final del segle xv. Amb les reformes de millora de l'any 1805 la van arrebossar i la van pintar de color ocre a més de modificar la part més alta. De l'exterior sembla un casal del segle xix, quatre segles posterior a l'època de la construcció.
Torre de Can Torrent de Mar. El Pla de la torre segueix el model cilíndric, però difereix de les altres en el diàmetre -el d'aquesta és major-, i en la situació: és la que queda situada més a prop del mar. Actualment, a l'interior hi ha les dependències de Renfe per la venda dels bitllets de tren. Les andanes queden al peu de la torre.

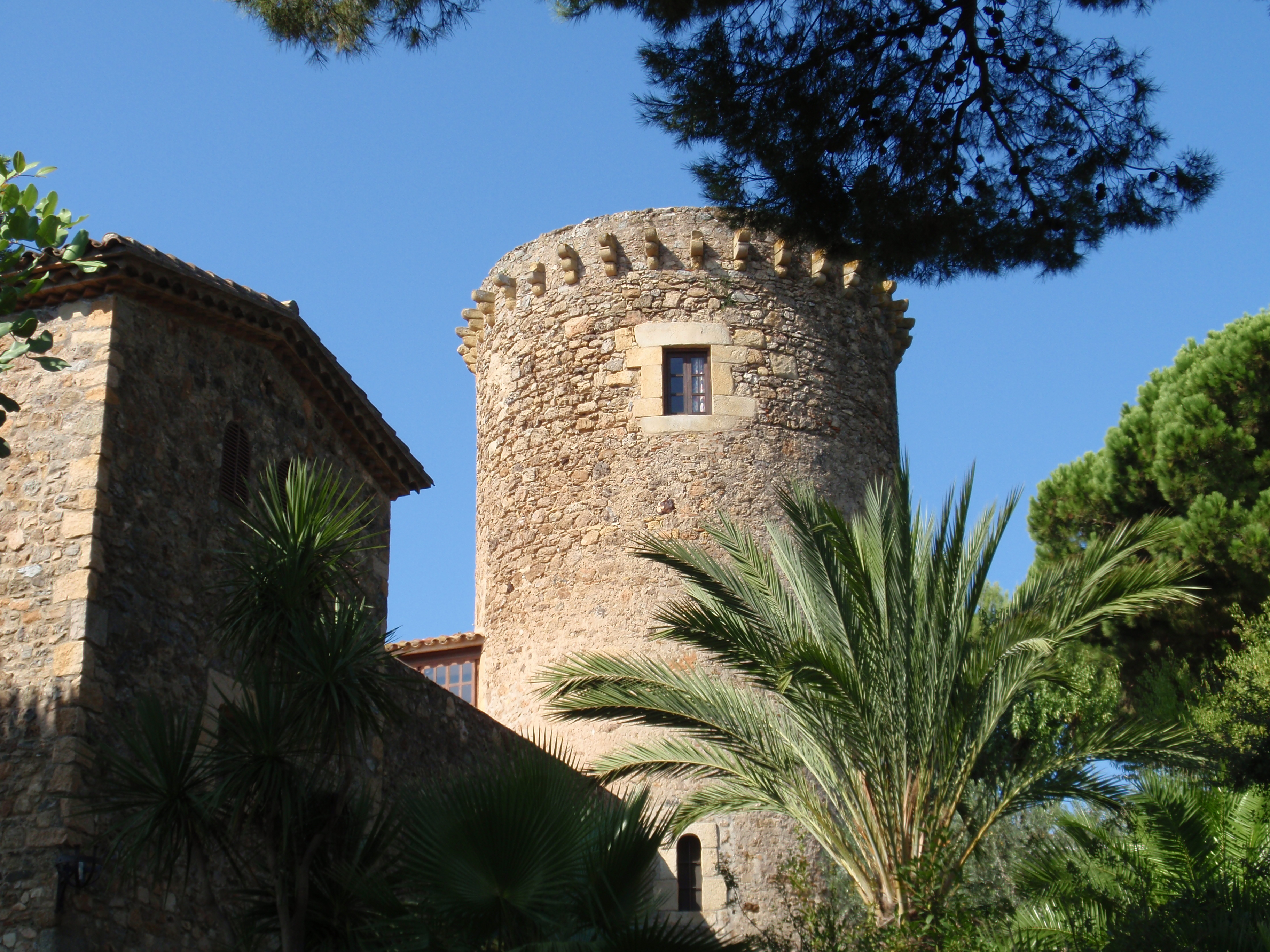
La torre del Xirau

La Torre del Xirau. La Torre del Xirau, situada al carrer Formentor, és de planta circular i coronament amb restes dels permòdols de la corsera. Està annexa a una antiga masia reformada.
Torre de Montagut. La torre de Montagut, de planta quadrangular, era una torre de telegrafia òptica.

### Església parroquial
L'església parroquial de Santa Susanna és un edifici senzill construït durant la postguerra amb l'esforç de tots els veïns, amb molt de treball gratuït. Destaquen les pintures del presbiteri fetes per Aurelio Crosiet, un deixeble de Josep Maria Sert, especialista a ornar grans espais pintant sobre una tela recoberta amb una fina capa d'or. La pintura central és una al·legoria a l'eucaristia: a la dreta està representat el martiri de Santa Susanna, mentre que la pintura de l'esquerra és una visió fantàstica de la seva arribada al cel. La cúpula dibuixa un cel de núvols amb un evangelista a cada racó.

### Capelles
Capella de Sant Isidre. Afectada per la construcció de l'autopista del Maresme, es va desmuntar reconstruir a uns metres d'on s'alçava l'antiga. Ara és just a la plaça de Llillota. És d'estructura moderna, però conserva l'encant d'estar situada en un paratge natural de gran bellesa, idoni per passejar i descansar-hi. Precisament aquí, és on any rere any se segueix celebrant el dinar de germanor per la festa de Sant Isidre, el 15 de maig, tot i que se celebra el diumenge següent.
Capella de Sant Crist. La coneguda capella del Sant Crist és un petit oratori situat en un encreuament de camins on els viatgers s'encomanaven al sant per prosseguir amb èxit el seu camí. Encara avui s'hi poden veure ciris encesos, signe evident de la devoció que s'hi professa. Concretament, es troba al camí del mig, envoltada dels camps de conreu del pla de Santa Susanna.

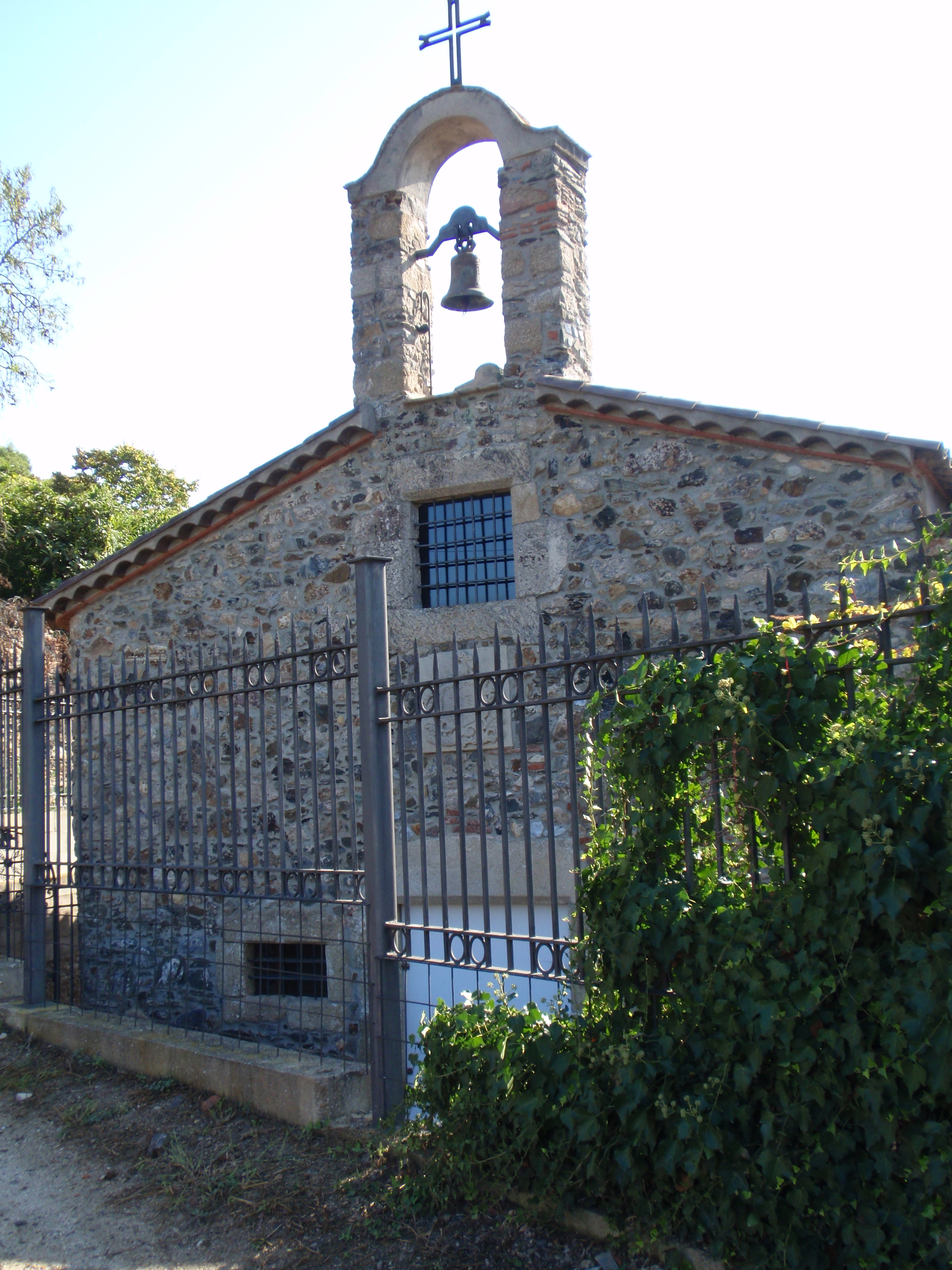
Capella de Santa Susanna

Capella de Santa Susanna. L'antiga capella de Santa Susanna és la que donà nom a la localitat. No és com l'anterior una edificació exempta, sinó que es troba adossada a una altra edificació. Un escut de pedra recorda el de Can Ratés, cosa que significa que la masia i la capella pertanyien a la mateixa família. De fet, la capella es troba entre Can Ratés i Can Bonet, dos edificis històrics de Santa Susanna. La capella ha estat restaurada pels seus propietaris.
Ermita de la Mare de Déu de Gràcia. L'ermita de la Mare de Déu de Gràcia és administrativament dins del terme municipal de Santa Susanna, tot i que pertany a la parròquia de Pineda. Propera a les dues viles, tant els susannencs com els pinedencs solen anar-hi caminant, sigui per motius de devoció a la Mare de Déu o per descobrir els indrets d'itinerari pels boscos de la zona. El seu nom és molt vinculat Santa Susanna i per celebrar-ho l'esbart dansaire i la Colla de Geganters i Grallers batejaren la gegantona amb el nom de Gracieta. De la mateixa manera, recordant la capella de Sant Isidre i la de Santa Susanna van batejar els gegants com en Sidru i la Susanna. Per les mateixes raons, les noves campanes de l'església van rebre els noms de Susanna i Maria Gràcia.

### Molins

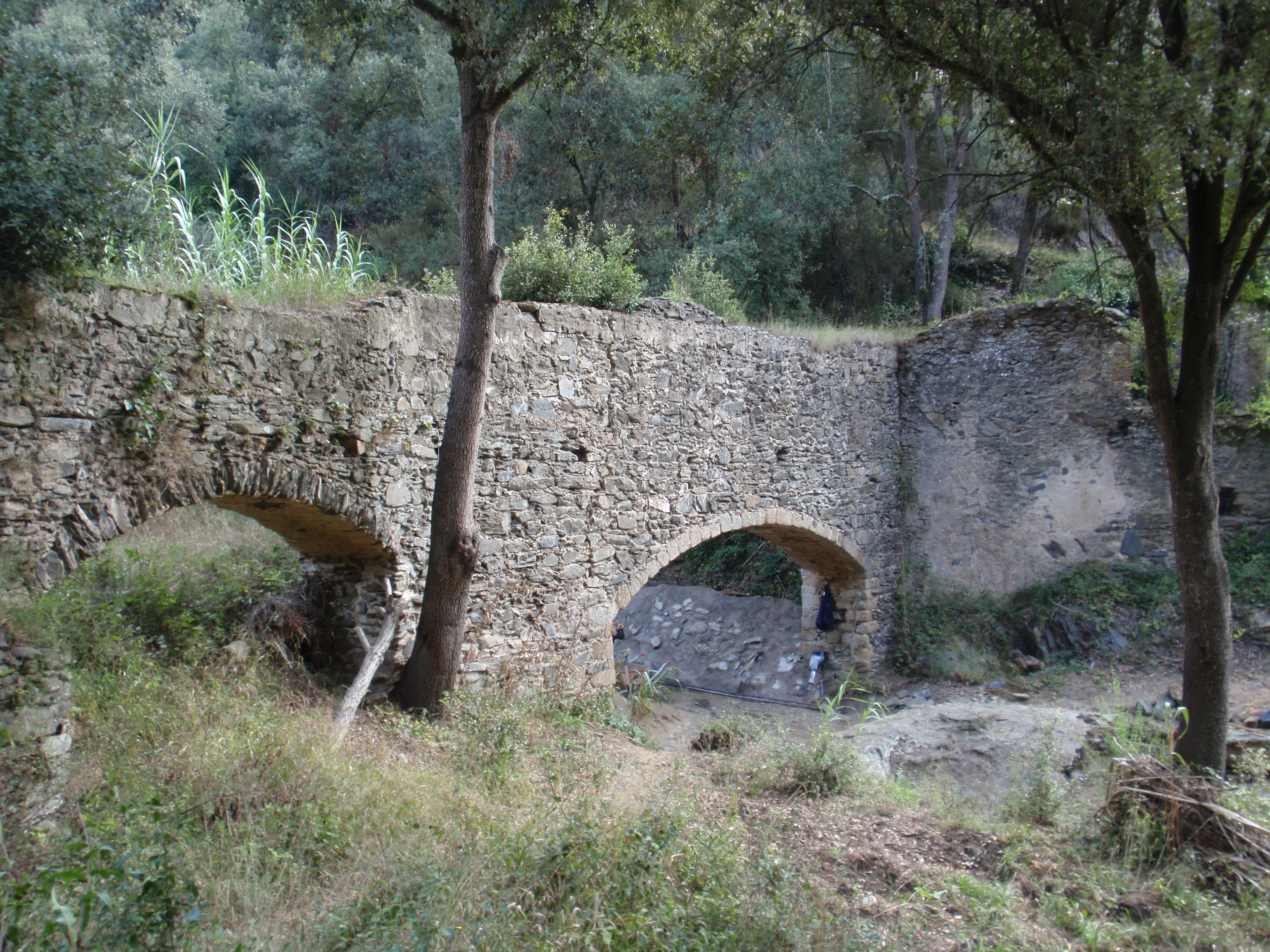
Molí d'en Jordà

Molí d'en Jordà (Molí d'en Rufo). Aquest antic molí fariner, que data de final del segle xvii i principi del xviii, prenia aigua de la riera de Santa Susanna. De l'edifici moliner es conserven algunes parets, com les d'un aqüeducte, amb dues arcades, que conduïa l'aigua fins al molí.